# Stanisław Żurawiński
Stanisław Żurawiński (Żórawiński) herbu Korczak (zm. w 1625 roku) – kasztelan bełski w latach 1617-1625, podkomorzy halicki w latach 1605-1617, starosta włodzimierski w 1620 roku, rotmistrz wojska powiatowego województwa bełskiego w 1616 roku.